# アンダーソン郡 (テネシー州)
アンダーソン郡（英: Anderson County）は、アメリカ合衆国テネシー州の東部に位置する郡である。人口は7万7123人（2020年） 。郡庁所在地はクリントンであり、同郡で人口最大の都市はオークリッジである。
アンダーソン郡はノックスビル都市圏に属している。

## 歴史
アンダーソン郡が設立される以前のこの地域は、チェロキー族インディアン東バンドと呼ぶ所であり、ウォレス、ギッブス、フリールズ、フロスト、タンネルなどのパイオニア家族が入植していた。1791年に調印されたホルストン条約は、今日のアンダーソン郡を含め地域への入植を禁じるためにチェロキー族と交渉することを意図されていたが、バージニア州やノースカロライナ州からアパラチア山脈を越えてテネシーに入ってくる開拓者の数が増えるにつれて、条約は無効になっていった。白人開拓者がインディアンの領地に溢れてきたために幾つかの戦闘状態が生まれたが、1798年のテリコ条約（チェロキー族が土地の放棄を始めたのがテリコ・ブロックハウスだった）によって、緊張関係が緩和され、入植が進んだ。
アンダーソン郡はグレンジャー郡とノックス郡の一部を合わせて設立された。隣接するローン郡も1801年にノックス郡から分離したので、両郡は姉妹郡とも呼ばれるようになった。アンダーソン郡の郡名は当時テネシー州選出アメリカ合衆国上院議員だったジョセフ・アンダーソン（1757年-1847年）に因んで名付けられた。アンダーソンはオハイオ川南部領土の上級裁判所判事やアメリカ合衆国財務省の財務監督官も務めた。
テネシー川流域開発公社が最初に建設したダムであるノリス・ダムで、1930年代のアンダーソン郡は大きく変化した。1933年に始まり1936年に完工したこの工事で、アンダーソン郡や周辺郡に湖底に沈む土地から約2,900の家族が居所を移した。ノリスの町は当初、ダム建設に関わる労働者を収容するための計画都市として建設された。ダムが完成し、操業を始めた結果、下流のクリンチ川の水温が変化したので、それまでの川に豊富にいたイガイが環境変化に対応できなかったために、長年繁栄していた真珠養殖業が立ち行かなくなった。
第二次世界大戦中、連邦政府のマンハッタン計画により、多くの家族の移転やオークリッジの町の設立など、さらに大きな変化が起きた。
ノリスにあるアパラチア博物館は、アンダーソン郡と周辺部での昔のパイオニアと田園部の生活を展示している。

### 観光
アンダーソン郡は、ノリス湖、アパラチア博物館、アメリカ科学エネルギー博物館のような大きな呼び物があるので、観光業が成長してきた。郡はノリス高原にあると見なされている。

## 地理
アメリカ合衆国国勢調査局に拠れば、郡域全面積は345平方マイル (893.5 km2)であり、このうち陸地338平方マイル (875.4 km2)、水域は7平方マイル (18.1 km2)で水域率は2.12%である。

### 隣接する郡
- キャンベル郡 - 北
- ユニオン郡 - 北東
- ノックス郡 - 南東
- ローン郡 - 南西
- モーガン郡 - 西
- スコット郡 - 北西

## 人口動態

2000人口ピラミッド

以下は2000年国勢調査による人口統計データである。
| 基礎データ - 人口: 71,330人 - 世帯数: 29,780 世帯 - 家族数: 20,518 家族 - 人口密度: 82人/km2（211人/mi2） - 住居数: 32,451軒 - 住居密度: 37軒/km2（96軒/mi2） 人種別人口構成 - 白人: 93.36% - アフリカン・アメリカン: 3.88% - ネイティブ・アメリカン: 0.32% - アジア人: 0.83% - 太平洋諸島系: 0.01% - その他の人種: 0.38% - 混血: 1.22% - ヒスパニック・ラテン系: 1.10% 先祖による構成 - イギリス系：37% - アイルランド系：14.7% - ドイツ系：13.5% - スコットランド・アイルランド系：4.5% - スコットランド系：3.1% | 年齢別人口構成 - 18歳未満: 23.2% - 18-24歳: 7.5% - 25-44歳: 27.3% - 45-64歳: 25.5% - 65歳以上: 16.6% - 年齢の中央値: 40歳 - 性比（女性100人あたり男性の人口） - 総人口: 91.1 - 18歳以上: 87.4 世帯と家族（対世帯数） - 18歳未満の子供がいる: 29.6% - 結婚・同居している夫婦: 53.8% - 未婚・離婚・死別女性が世帯主: 11.5% - 非家族世帯: 31.1% - 単身世帯: 27.7% - 65歳以上の老人1人暮らし: 12.1% - 平均構成人数 - 世帯: 2.37人 - 家族: 2.88人 収入と家計 - 収入の中央値 - 世帯: 35,483米ドル - 家族: 42,584米ドル - 性別 - 男性: 33,710米ドル - 女性: 23,467米ドル - 人口1人あたり収入: 19,009米ドル - 貧困線以下 - 対人口: 13.1% - 対家族数: 10.2% - 18歳未満: 18.4% - 65歳以上: 8.8% |

## 都市と町
- クリントン - 郡庁所在地
- レイクシティ
- ノリス
- オークリッジ
- オリバースプリングス

### 未編入の町
| - アンダーソンビル - ブライスビル - バッファロー | - クラクストン - デボニア - フォークマウンテン | - フレイタービル - マーロー - ローズデール |